# 4318 Bata
Bata (asteróide 4318) é um asteróide da cintura principal, a 2,8753765 UA. Possui uma excentricidade de 0,107052 e um período orbital de 2 110,54 dias (5,78 anos).
Bata tem uma velocidade orbital média de 16,59810356 km/s e uma inclinação de 9,5585º.
Este asteróide foi descoberto em 21 de Fevereiro de 1980 por Zdeňka Vávrová.